# Clarach Bay
Clarach Bay är en vik i Storbritannien. Den ligger i den södra delen av landet, 290 km väster om huvudstaden London.